# Mahkota
Mahkota je priimek več znanih Slovencev:
- Ante Mahkota (1936—2018), alpinist fotoreporter in novinar
- Jelena Mulaček Mahkota (1920—2010), zdravnica hematologinja
- Karel Mahkota (1883—1951), učitelj, zborovodja in narodni delavec
- Stanislav Mahkota (1913—2010), zdravnik diabetolog in endokrinolog, univ. prof.
- Tina Mahkota (*1964), literarna prevajalka, anglistka